# Закон де Вокулёра
Закон де Вокулёра (также профиль де Вокулёра) — зависимость поверхностной яркости {\displaystyle I} эллиптической галактики от видимого расстояния {\displaystyle R} от её центра
{\displaystyle \ln I(R)=\ln I_{0}-kR^{1/4}.}
Если определить {\displaystyle R_{e}} как радиус изофоты, содержащей половину светимости галактики (например, радиус внутреннего диска, яркость которого составляет половину яркости всей галактики), то закон де Вокулёра можно записать в виде
{\displaystyle \ln I(R)=\ln I_{e}+7.669\left[1-\left({\frac {R}{R_{e}}}\right)^{1/4}\right]}
или
{\displaystyle I(R)=I_{e}e^{-7.669\left[({\frac {R}{R_{e}}})^{1/4}-1\right]}.}
Здесь величина {\displaystyle I_{e}} равна поверхностной яркости на радиусе {\displaystyle R_{e}}:
{\displaystyle \int _{0}^{R_{e}}I(R)rdr={\frac {1}{2}}\int _{0}^{\infty }I(R)rdr.}
Закон де Вокулёра является частным случаем закона Серсика при индексе Серсика n = 4.
Закон назван в честь французского астронома Жерара Анри де Вокулёра, который сформулировал этот закон в 1948 году. Несмотря на то, что это эмпирическое соотношение, оно получило название закона.